# 郡山飲食店ガス爆発事故
郡山飲食店ガス爆発事故（こおりやまいんしょくてんガスばくはつじこ）は、2020年（令和2年）7月30日の朝、日本の福島県郡山市島二丁目にある飲食店にて、店の改装作業中に発生したガス爆発事故である。
発生した店名から取った「しゃぶしゃぶ温野菜郡山新さくら通り店ガス爆発事故」（しゃぶしゃぶおんやさいこおりやましんさくらどおりてんガスばくはつじこ）と呼ばれることがある。

## 概要
2020年（令和2年）7月30日午前8時57分頃、郡山駅からさくら通り及び新さくら通りを西に約4キロメートル (km)進んだ市街地内に所在する飲食チェーン店「しゃぶしゃぶ温野菜 郡山新さくら通り店」の店内で大きな爆発事故が発生した。当該店舗は鉄骨部分の骨組みを残して大破し、周辺地域の銀行・高校等の窓ガラスや壁面を損傷するなど、広範囲（半径570メートル (m)）に被害が及んだ。爆発音は現場から東へ約4キロメートル離れた郡山駅付近でも確認され、近隣にあるNHK福島放送局郡山支局や福島中央テレビなど、テレビ各局が設置した情報カメラも爆発音を捉えた。
新型コロナウイルス感染症 (COVID19) 流行の影響により、当該店舗は4月22日から休業を続けていたため、従業員や客はいなかった。店は8月3日の営業再開を予定しており、内装の大幅リニューアルを行っている最中であった。事故後の調査で明らかになったところでは、プロパンガス6本のうち3本の栓が開いた状態になっており、また、故障が頻発していたガス焜炉（従来型ガスレンジ）をIH調理器へ入れ替えるための配線用差込接続器（コンセント）増設工事を爆発前日の7月29日に急遽行っていた。このような安全管理の行き届いていない状況で店内にガスが充満したなか、改装工事を請け負った設計施工会社の現場監督の男性1名が入室した。入室とほぼ同じ時刻に爆発していることから、店内の電気を着けた瞬間に引火した可能性が考えられている。
また、当該店舗は「防火管理者選任および年1回以上義務付けられている消防訓練の未実施・消防計画の未作成」などといった消防法違反が（地元消防による防火査察で）2018年（平成30年）に指摘されており、消防局が再三にわたって指導するも改善されなかった。総務省消防庁、郡山消防署、郡山警察署が今回起きた爆発事故との因果関係を調べている。
捜査の過程で、ガス会社が6月に点検したところ店内を通るガス管の一部に腐食を確認したため、店側に伝えていたことが判明した。また、現場から回収したガスメーターを分析したところ、4月24日の休業時には6本あるボンベは満タンであったが、休業中にもかかわらず、7月に入って使用量が増えていたことも明らかになった。警察では、配管の腐食部分からガス漏れを起こして店内に充満し、爆発につながった可能性が高いとみて、配管の管理に問題がなかったか調べている。

## 影響
改装工事の現場責任者で宮城県仙台市の設計施工会社に勤務する男性1名が、肺挫傷により死亡した。7月30日時点で19名が負傷していた（うち2名が重傷）。
当該店舗と道路を挟んで向かい側にある東邦銀行新さくら通り支店では、営業開始数分前に被災し、行員3名とATM利用者1名が爆発に巻き込まれて負傷したほか、窓ガラスが破損する被害を受けた。東邦銀行は同支店を休業としたほか、福島銀行開成支店も事故当日の営業を取りやめた。そのほか、爆風によって現場周辺にある多くの店舗・事務所の天井やエアコン、照明器具などが落下したり、ガラスが割れるなどの被害を受けた。また東邦銀行は新さくら通り支店の早期の営業再開は難しいと判断し、同年12月14日付で郡山営業部内に新さくら通り支店の機能を移しブランチインブランチの店舗とした。また、同支店に併設されていた郡山ローンセンター・とうほう保険プラザ郡山は八山田支店内に移転している。
爆発現場からおよそ100メートル離れた位置にある郡山女子大学附属高等学校では、事故の発生時に学内テスト（期末試験）を実施中であったが、爆風で窓ガラスが割れるなどの物的被害を受けた。負傷者はなかったものの、過呼吸になったりその場で泣き出すなどする生徒が少なくとも10名確認されたため、同校はテストの続行を困難と判断し、保護者との連絡が取れて帰宅路の安全が確保された生徒から順に下校させる措置を執った。
現場周辺では猛烈な爆風で吹き飛ばされた物品が電線に絡み付き、周辺の400戸が停電した。加えてガス漏れも確認されたため、現場付近の停電は夕方まで続いた。
現場周辺の道路は約1キロ区間が通行止めとなり、福島交通の路線バスが迂回運行を行った。
爆発に際し、現場近隣では猛烈な爆風によってガラスやサッシの破損、ドアの歪み、外壁や屋根が損傷するなどの被害を受けて家屋が大破し、自宅が居住不能になった住民が存在するため、郡山市では避難所の開設や市営住宅への移住等の対応を実施した。8月3日からは郡山地方広域消防組合が罹災証明書の発行を始めた。
「しゃぶしゃぶ温野菜 郡山新さくら通り店」はこの爆発事故で営業再開を断念し、閉店した。跡地には2022年1月13日に「ツルハドラッグ 郡山島店」が開店している。

## 裁判

### 刑事
2021年（令和3年）9月2日、福島県警察は、業務上過失致死傷容疑で、店の運営会社の社長、ガス工事業者や法定点検を委託されていた保安機関の担当者ら4人を書類送検した。2006年（平成18年）の店建設時、工事業者が国の基準に違反して湿気に弱いタイプのガス管を調理場のコンクリートの床に直に設置。店の運営側の管理が不適切だった上、保安機関が問題ないと判断したため、腐食した配管に生じた穴から漏れたガスに引火し、爆発したという。また、爆発直前に店に入り死亡した設計施工会社の現場監督にも事故につながる過失があったとして、業務上過失傷害容疑で書類送検した。
2023年（令和5年）3月31日、福島地検は「過失の認定が困難」として4人を不起訴処分とした。
同年4月、不起訴処分を不服として事故で重傷を負った被害者が福島検察審査会に審査を申し立てた。同審査会は2024年（令和6年）1月23日付で4人について不起訴不当と議決した。同年11月26日、福島地検は保安機関の職員1人を業務上過失致死傷罪で在宅起訴した。他の3人は改めて不起訴処分とした。

### 民事
郡山市は爆発事故に伴い被災17世帯への災害見舞金、現場周辺の市道清掃、避難所運営、災害ごみ回収などの経費を支出した。これら費用を爆発事故の当事者と思われる飲食店チェーン本部、同チェーン加盟店の店舗経営者、店舗改修工事の請負業者、建物所有者、ガス供給者、ガス点検業者に支払いを求めたが、6者とも支払いを拒否した。2021年12月27日、郡山市は福島地方裁判所郡山支部に6者に対して610万円の賠償を求める訴えを起こした。
民事ではこのほか店舗が被災した靴販売業のチヨダや共栄火災海上保険が約5640万円の損害賠償を求めて、東邦銀行が約3億3000万円の損害賠償を求めて、三井住友海上火災保険が約1億2300万円の損害賠償を求めて、被害者補償のために運営会社などが設立した郡山事故被害対応基金も被害者に賠償した約1億8500万円の弁済金を求めてそれぞれ運営会社などを提訴している。
事故の被害者に対する個別補償に関しては刑事処分が全員不起訴となった背景もあり関連事業者からはいまだに支払いがされていない。